# Phrixocomes nexistriga
Phrixocomes nexistriga là một loài bướm đêm trong họ Geometridae.